# 安芸太田町立加計中学校
安芸太田町立加計中学校（あきおおたちょうりつ かけちゅうがっこう）は、広島県山県郡安芸太田町加計にある公立中学校。

## 概要
温井ダムの麓、加計にある中学校。安芸太田町が運営している。学校の前には国道186号が走っており、その奥には一級河川太田川水系滝山川が流れている。

## 沿革
- 2005年（平成17年）4月1日 - 安芸太田町立安野中学校と安芸太田町立加計中学校が統合し、安芸太田町立加計中学校として新設開校[3]

## 周辺施設
- 広島県立加計高等学校
- 安芸太田町立図書館
- 安芸太田町加計体育館
- 広島県山県警察署
- 安芸太田町町役場加計支所